# دشت پارسوا: حومه‌ی سکوت
دشت پارسوا: حومه‌ی سکوت جلد نخست از مجموعه‌‌ رمان شش جلدی دشت پارسوا در ژانر فانتزی، ادبیات وحشت و علمی‌تخیلی، کتابی از مریم عزیزی است که در سال ۱۳۹۵ از سوی نشر افق منتشر شد و در سال ۲۰۱۷ در فهرست کلاغ سفید به عنوان یکی از دویست اثر برتر دنیا به ثبت رسید.  
جشن امضای دو جلد اول از این مجموعه ۲۸ تیر ۱۳۹۵ در محل کتابفروشی افق برگزار شد. مجموعه‌‌ رمان دشت پارسوا طی سال‌های ۱۳۸۵ تا ۱۳۹۱ نوشته شد و از سال ۱۳۹۵ تا ۱۳۹۸ از نشر افق به چاپ رسید.

## معرفی
سرزمین دشت پارسوا در بخش فارسی‌زبان دنیای جادوگری قرار دارد و جامعه‌ای متشکل از سه نژاد جادویی رسمی آناد، ویدان و پری است. دنیا در این مجموعه دارای مرزبندی زمانی است و تحت قوانین حکومتی استبدادی و در سایه اداره می‌شود. در بین جادوگران اصول و قوانینی حکمفرما است که هیچ‌کس اجازهٔ تخطی از آنها را ندارد. این قوانین به نام قانون‌نامهٔ برتر شناخته می‌شود. پرهیز از اختلاط نژادهای جادویی از اصول اساسی این سرزمین‌ها است. جادوگری به نام رازیان مهمترین قانون جوامع جادوگری را زیر پا می‌گذارد و با استفاده از عمل جادویی احیا فردی از نژاد آدمیزاد به نام ماندانا توسی را وارد دشت پارسوا می‌کند. با گذشت زمان، توانایی‌های جادویی خاص ماندانا توجه مقامات را جلب می‌کند و باقی ماندن او در لایه‌ی زمانی جادوگران به پیروزی در رقابت افسونگر برتر بستگی پیدا می‌کند. 
هنوز گره‌ای باز نشده ماجرای دیگری ساخته می‌شود و شخصیت‌های جدیدی که قدرت تشخیص خوب یا بد بودن آن‌ها را نداریم، به صحنه می‌آیند. به‌نظر می‌رسد قطعات این جورچین تمامی ندارند. تازه‌وارد باید توانایی‌ها و شایستگی‌های تازه یافته‌اش را به حاکمان سه‌گانه‌ی سرزمین ثابت کند. پیچ‌و‌خم‌های «حومه‌ی سکوت» و ... پر است از نبرد دایمی نیکی و بدی.
با بررسی ویژگی‌های جادوگری در مجموعهٔ شش جلدی دشت پارسوا، تنوع مولفه‌های مرتبط با این عنصر فانتاستیک را می‌توان مشاهده کرد. جادوگران بسیار خلاقانه و با ریزبینی خاصی به تصویر کشیده شده‌اند که این موضوع می‌تواند به عنوان نمونه‌ای برای نویسندگان فانتزی کودک و نوجوان باشد.

## سبک نوشتاری
بنا بر سبک‌شناسی فمینیستی سارا میلز برای تحلیل آثار زنان در سه سطح واژگانی، نحوی و گفتمان، در مجموعۀ دشت پارسوا به عنوان اثری موفق در ژانر فانتزی چهار مؤلّفۀ بسامد زیاد کاربرد رنگواژه‌ها، تعدّد شخصیّت‌های زن، کاربرد محدود دشواژه‌ها و واژه‌های متعلّق به حوزۀ زنان بیشترین نمود را در سطح واژگانی داشته‌اند. رده‌ی سنّی مخاطبان کتاب سبب شده است که نویسنده از رنگواژه‌های متعددی در بیان داستان و تصویرسازی‌های خود بهره گیرد و دشواژه‌هایی اندک به کار ببرد. نگاه زنانه‌ی نویسنده، وی را بر آن داشته تا دشواژه‌ها توسط شخصیّت‌های مذکّر بیان شوند. همچنین نویسنده رویکرد ویژه‌ای به خلق شخصیّت‌های مؤنّث داشته و دختر جوانی را به عنوان شخصیّت اصلی رمان خود برگزیده است.
در سطح نحوی، نگاه جزئی‌نگر نویسنده به همراه فضای خیالی حاکم بر ژانر فانتزی، او را به استفاده از جملات کوتاه و توصیفی واداشته است. بسامد بالای جملات پرسشی، جملات بی‌پایان و استفاده از نشانه‌های فرازبانی از دیگر ویژگی‌های نگارش زنانه در سطح نحوی است که نویسنده از این دو مؤلّفه در راستای ایجاد تعلیق در داستان، تقویت پیرنگ آن، نزدیک ساختن هرچه بیشتر داستان به ژانر وحشت و افزودن بر فضای تخیّلی و رازآلود آن بهره گرفته است.
در سطح گفتمان، در بعد شخصیت‌پردازی، پیرنگ و کانونی‌سازی جنسیت نمایان شده است. بررسی و تحلیل سبک نوشتار زنانه در رمان حومۀ سکوت نشان می‌دهد گونه‌ی ادبی یا ژانر حاکم بر اثر، به دلیل تأثیرپذیری از اساطیر مادرخدایی نقش‌های جنسیتی در بعد شخصیت و پیرنگ متعادل گشته است و تعامل دوسویه‌ی جنسیت نویسنده و ژانر ادبی، عاملی است که از چشم پژوهندگان این عرصه پنهان مانده است.

## شخصیت‌های این جلد از مجموعه
- ماندانا توسی/ نژاد آدمیزاد/ نوزده ساله
- شاهزاده کیانیک پارت‌نژاد/ نژاد ویدان/ بیست و یک ساله/ پسر شاه کیفرود پارت‌نژاد
- آبتین فیروزی/ دورگه‌ی آدمیزاد-پری/ بیست و یک ساله
- نریمان سپهر/ نژاد آناد/ بیست و یک ساله
- بنفشه زرین‌چهر/ نژاد پری/ بیست و یک ساله
- رازیان درمانگر/ دورگه‌ی پری-آناد/ درمانگر و محلول‌ساز
- شاه کیفرود پارت‌نژاد/ نژاد ویدان/ فرمانروای قلعه‌ی زرین
- شاه آلواتس روپاس/ نژاد آناد/ فرمانروای قلعه‌ی سرخ
- ملکه شوب - اِد/ نژاد پری/ فرمانروای قلعه‌ی سیمین
- نیازان فرختین/ نژاد ویدان/ بیست و یک ساله/ فرزند ریاست دستگاه قضای دشت پارسوا
- شاهدخت جاریا روپاس/ نژاد آناد/ بیست و یک ساله/ فرزند شاه آلواتس روپاس
- فرانک سپهر/ نزاد آناد/ نوزده ساله/ خواهر نریمان سپهر
- افسر قباد جهان‌آرا/ نژاد آناد
- بانو گورگونا/ نژاد آناد/ استاد دانشگاه هرات
- الاس دامیان/ نژاد اوژتار/ نوه‌ی تِنسن دامیان، از بزرگان اوژتارشهر
- بید خرد/ درخت سخنگو

## طرح کلی
زندگی آرام ماندانا توسی در لایۀ زمانی انسان‌های بدون جادو در پی اتفاقی دلخراش در هم می‌ریزد اما زنی جادوگر به نام رازیان با اجرای جادوی خلاف قانون احیا جلوی مرگ او سد می‌زند و او را به دشت پارسوا واقع در لایه‌ی زمانی جادوگران منتقل می‌کند.
این عمل رازیان جدا از برانگیختن حس تنفر ساکنان دشت مشمول مجازات‌های ویژه است که در نهایت به حکمی برای الزام شرکت ماندانا در رقابت دشواری با نام افسونگر برتر به همراه چهار شرکت‌کنندة دیگر منجر می‌شود. 
ماندانا برای ماندن در دشت باید در این رقابت پیروز شود و در این رهگذر دوستان و دشمنانی به تدریج سر راهش ظاهر می‌شوند. 

## درونمایه
خیانت، دوستی، وسوسه، مواجهه با مرگ و ارتکاب به جنایت

## داستان

### ماندانا توسی در دنیای آدمیزادها
داستان از آشنایی مختصر با زندگی عادی ماندانا توسی در لایۀ زمانی انسان‌ها و اشاره به آشناییش با آبتین فیروزی آغاز می‌شود. آبتین زندگی‌ای غیر معمول دارد، با پدر و مادری که همیشه غایب هستند و خانه‌ای که باغچه‌هایش خزان ندارد. حتی خود آبتین هم آدمی معمولی نیست. در ادامه اتفاقی دلخراش و سپس مداخلۀ زنی جادوگر به نام رازیان پای ماندانا را سرزمینی در لایه‌ی موازی زمانی به نام دشت پارسوا باز می‌کند. سرزمینی که ساکنان انسان‌نمای آن از توانایی‌های جادویی برخوردارند.

### ماندانا توسی در دنیای جادوگران
ماندانا که چاره‌ای جز سکونت در دشت پارسوا ندارد همراه آبتین زیر نظر رازیان با گیاهان دارویی و تهیۀ انواع دارو آشنا می‌شود. او حالا می‌داند آبتین نیمه‌جادوگر و از خویشان رازیان است، اما برای تدوام زندگیش در دشت همیشه ناچار از پنهان نگه داشتن توانایی‌های جادوییش بوده است.
دشت پارسوا سه قلعه‌ی اصلی مختص هر نژاد دارد.. نژاد جادویی آناد در قلعه‌ی سرخ، نژاد جادویی ویدان در قلعه‌ی زرین و نژاد جادویی پری در قلعه‌ی سیمین زندگی می‌‌کنند و محل زندگی دورگه‌ها و غیرجادوگرها خارج از این سه قلعه است. ماندانا از همان ابتدا متوجه نفرت مردم دشت از نژاد آدمیزاد می‌شود. او همچنین متوجه ملاقات‌های پنهانی شاه کیفرود پارت‌نژاد، فرمانروای قلعة زرین و فرزند سومش شاهزاده کیانیک پارت‌نژاد با رازیان می‌شود و گفته‌های تهدیدآمیز شاهزاده کیانیک با رازیان، ماندانا را نسبت به این خانواده مشکوک می‌کند.

#### آشنایی ماندانا با قوانین و محدودیت‌ها
به تدریج برای ماندانا مشخص می‌شود دنیای جادوگران در اصل، زیر نظر جادوگری نامیرا به نام شارگن اداره می‌شود و قوانین سختگیرانۀ قانون‌نامۀ برتر بر جوامع جادوگری حاکم است. این قوانین اختلاط نژاد و ورود نژاد آدمیزاد را به دنیای جادوگران به شدت نهی می‌کند. جدا از غیرقانونی بودن ورود ماندانا به دنیای جادوگران، عمل احیا نیز قدرت‌های جادویی خاصی به ماندانا منتقل کرده است و همین مسئله حساسیت مقام‌های بالا را بیشتر بر می‌انگیزد. او از توانایی ذهن‌بینی برخوردار است و مانند ویدان‌های اصیل و باستانی قادر است آتش‌های قدرتمندی بسازد و البته حادثه‌ای که در حضور نیازان فرختین و شاهدخت جاریا روپاس رخ می‌دهد، باعث می‌شود خبر توانایی‌های جادویی او هر چه بیشتر در دشت بپیچد. در نهایت رازیان بابت شکستن قوانین به دادگاه احضار می‌شود و بر طبق حکم حکومتی، ماندانا و آبتین برای شرکت در رقابت افسونگر برتر فراخوانده می‌شوند و ادامه‌ی سکونت‌شان در دشت به پیروزی در این رقابت مشروط می‌شود..

#### رقابت افسونگر برتر
رقابت افسونگر برتر مخصوص نژادهای اصیل جادوگری است و ماندانا توسی و آبتین فیروزی باید با شاهزاده کیانیک پارت‌نژاد، نریمان سپهر و بنفشه زرین‌چهر برای به دست آوردن سیب‌های طلایی در جنگل افسون‌شده رقابت کنند. ماندانا که پیشتر از طریق ذهن‌بینی از ارتباط خاص شاهزاده پارت‌نژاد با ساحر اعظم، شارگن آگاه شده با تردید قدم به جنگل افسون‌شده می‌گذارد.
با اینکه حس رقابت در ابتدا مانع از همراهی پنج شرکت‌کننده می‌شود، در ادامه اتفاقات به شکلی رقم می‌خورد که همکاری اجتناب‌ناپذیر می‌شود. ماندانا در مدتی که از آبتین جدا می‌افتد، از قلمروی ونیساک‌ها، موجوداتی از جنس آب و آگاه به زمان و اتفاقات آینده، سر در می‌آورد و با نوشیدن از چشمه‌ی زندگی همراه ونیساکی به نام اوش از نو متولد می‌شود. نوشیدن از این چشمه، او را از سرنوشتش که نور مطلق است آگاه می‌کند و به او توانایی فرمان راندن بر آب‌ها را  می‌بخشد.
در حالیکه در مراحل مختلف رقابت و در مواقع خطر، موجوداتی جادویی برای یاری ماندانا، آبتین، نریمان و بنفشه از راه می‌رسند و مانع از آسیب رسیدن به آنها می‌شوند، شاهزاده پارت‌نژاد با رد و بدل کردن پیغام‌های ذهنی از طریق کلاغ‌ها با بیرون جنگل در ارتباط است.
نریمان سپهر در مواجهه با درختی گوشتخوار که ظاهر درخت سیب را دارد، برای پیشی گرفتن از بقیه اسیر وسوسه می‌شود، اما در نهایت سیمرغ است که جانش را نجات می‌دهد و ماندانا هنگام گرفتار شدن در چنگال خفاش‌آدم‌ها با حمایت شیری بالدار از مرگ رهایی می‌یابد.
پس از همراه شدن دوباره‌ی پنج شرکت‌کننده، ماندانا از طریق جادوی ذهن‌بینی مرگ شاه کیفرود را به چشم می‌بیند و بقیه را از این اتفاق با خبر می‌کند و سپس اعضای گروه با راهنمایی درختی هفت‌شاخه در مسیر پیدا کردن سیب‌های طلایی سرانجام به اوژتارشهر می‌رسند. شهری که طبق افسانه‌ها با ناپدید شدن سنگ تنظیم توازن به دره‌ای عمیق نشست کرده و ساکنانش به نفرین زشت‌رویی دچارند.
در اوژتارشهر، گروه بنا بر راهنمایی یکی از اهالی برای پیدا کردن سیب‌های طلایی رهسپار قلعۀ سیاه در حاشیه‌ی شمالی شهر می‌شود، اما با خیانت کیانیک پارت‌نژاد، نریمان و آبتین در حملة اوژتارها کشته می‌شوند و در نهایت، جلد نخست مجموعه با مجازات رازیان در حضور ساحر اعظم شارگن و شاه کیفرود پارت‌نژاد به پایان می‌رسد.